# Lützelbuch

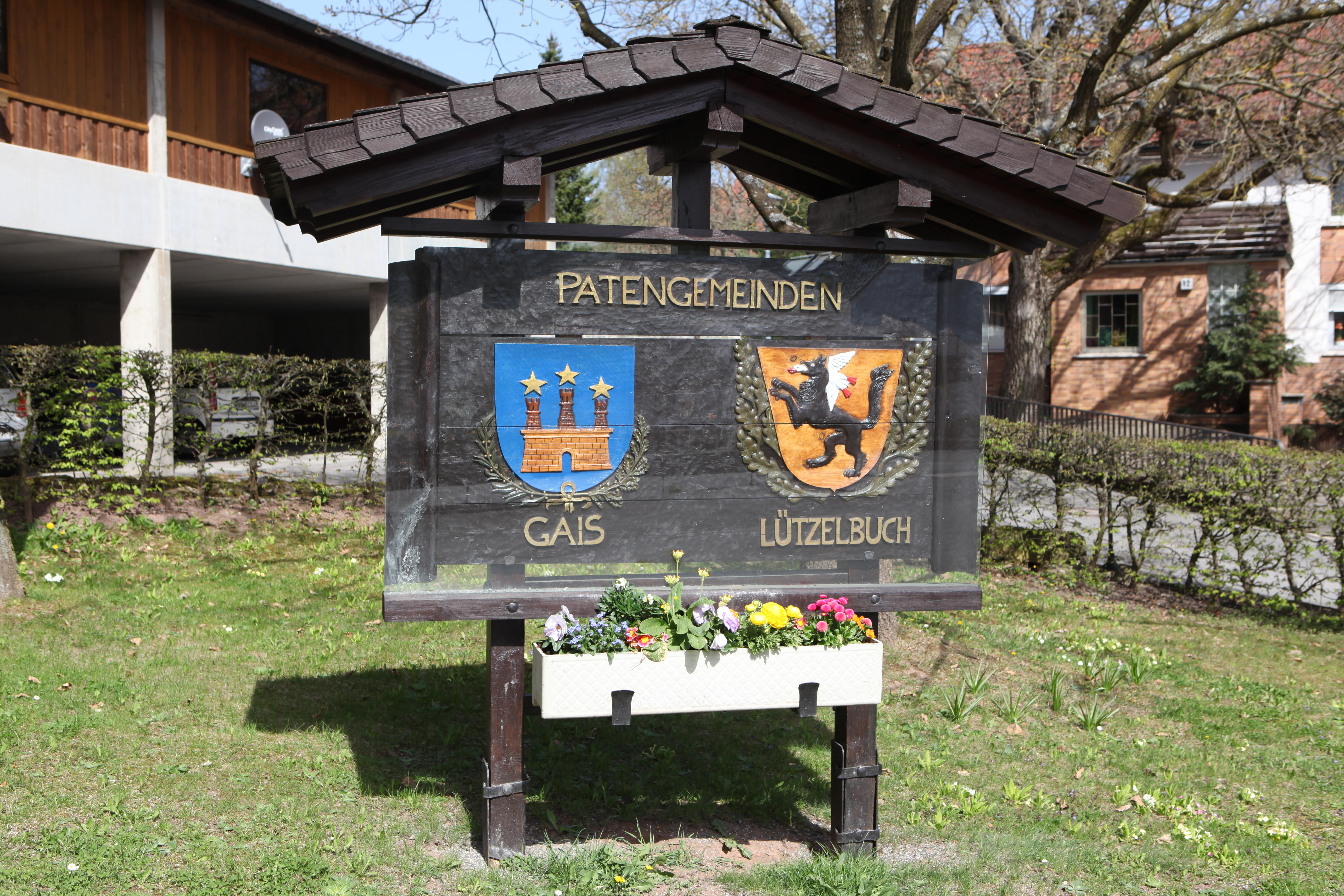
Gemeindewappen

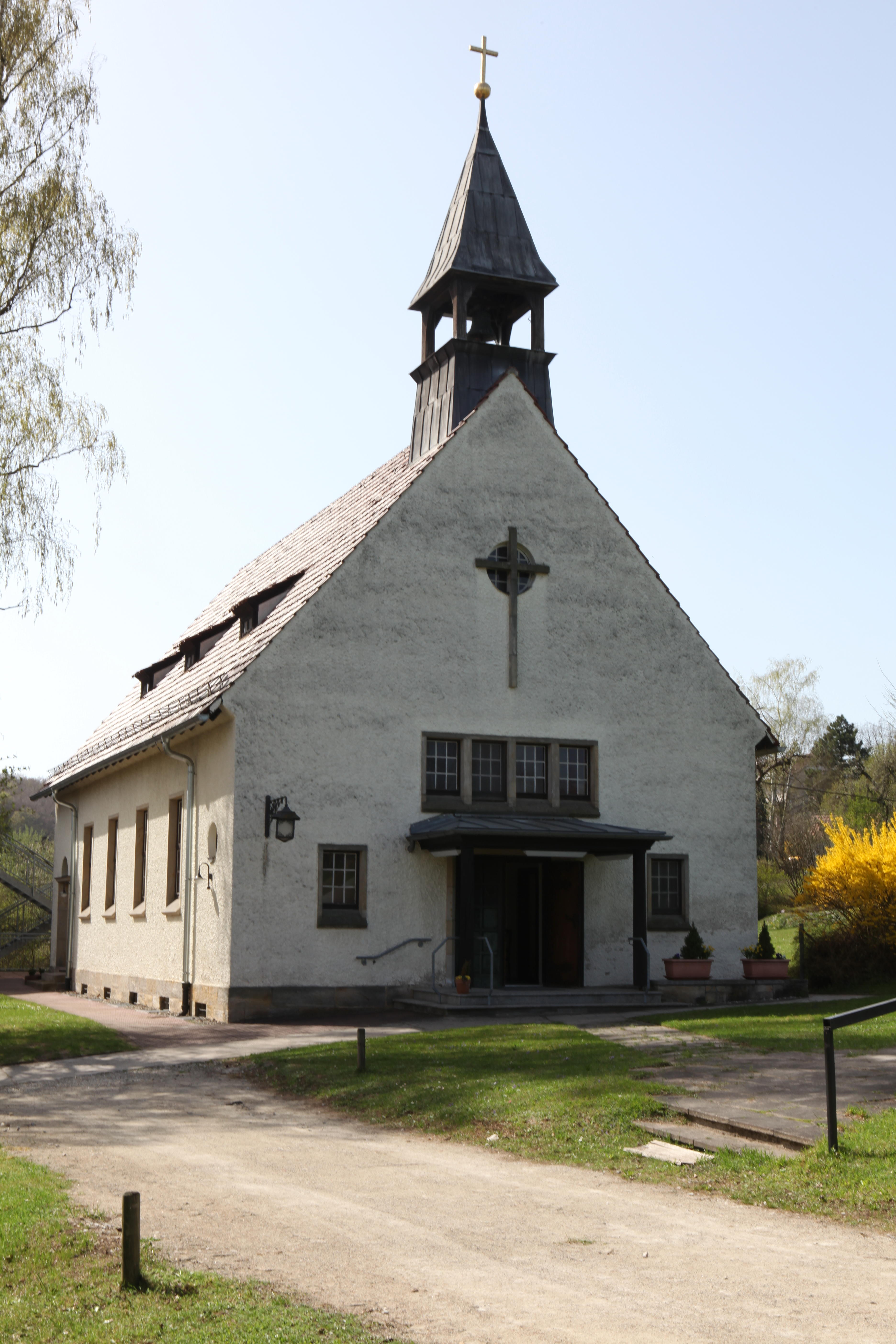
Kapelle des Laurentiushauses

Lützelbuch ist ein östlicher Stadtteil der oberfränkischen Stadt Coburg.

## Geografie
Der flächenmäßig kleinste Stadtteil hat den Siedlungscharakter eines Dorfes. Er grenzt an die Coburger Stadtteile Cortendorf, Seidmannsdorf und Rögen sowie an die Gemeinde Grub am Forst. Am 30. Juni 2010 zählte Lützelbuch 424 Einwohner, was eine Bevölkerungsdichte von 424 Einwohnern pro km² ergibt.
Der Ketschenbach durchfließt Lützelbuch, das im Westen vom 414 Meter hohen Klausberg und im Südwesten vom 376 Meter hohen Johannesberg begrenzt wird.

## Geschichte
Der  Ortsname kann aus Dorf an der kleinen Buche („buoche“) hergeleitet werden, aber auch kleine Hofstatt („bü (buwe)“) ist denkbar.
Die erste urkundliche Erwähnung Lützelbuchs datiert auf das Jahr 1314 in einer schriftlichen Überlieferung der Benediktinerabtei Saalfeld.
Eine spätere Nennung folgte 1496, als Albrecht von Brandenstein von Valentin Schenk ein Rittergut erwarb, das rund 200 Hektar Grund in Lützelbuch und Rögen umfasste. Der Gutshof, nordöstlich des historischen Dorfkerns auf einer kleinen Anhebung liegend, war bis 1823 Jahre Eigentum der von Brandenstein. Anschließend kam er in den Besitz des Herzogs Ernst I. Die herzogliche Domänenverwaltung verpachtete das Gut. Unter Herzog Ernst II. folgte 1872 der Verkauf großer Teile des Grundbesitzes an die heimischen Bauern und 1873 die Einrichtung des Landarmenhauses im Rittergutshaus zusammen mit verbliebenen sieben Hektar Land. Nach dem Anschluss Coburgs an Bayern im Jahr 1920 kam das Haus zum Freistaat, der sie 1923 der Diakonissenanstalt Neuendettelsau unter der Bedingung ein Pflegeheim für alte und gebrechliche Menschen einzurichten, übertrug. Zum Pflegeheim, dem Laurentiushaus, gehört eine Kapelle, die 1936 nach Plänen des Architekten Max von Berg errichtet wurde.
Aufgrund einer großen Schülerzahl, 1885 gab es 20 Rögener und 64 Lützelbucher Kinder, errichteten die beiden Gemeinden in Lützelbuch eine gemeinsame Schule, die am 15. Mai 1884 eingeweiht und bis zum Schuljahr 1968/69 genutzt wurde.
1910 hatte Lützelbuch 367 Einwohner. 1925 zählte Lützelbuch 61 Wohngebäude mit 371 Personen, von denen 370 evangelisch waren. 1939 gab es 421 Einwohner. Am 1. Januar 1972 wurde Lützelbuch nach Coburg mit 100 ha Gemeindefläche und 534 Einwohnern eingemeindet. 1971 entstand mit Gais in Südtirol eine Patenschaft und 1973 wurde eine Mehrzweckhalle, ein Eingemeindungsgeschenk der Stadt Coburg, eingeweiht.
Lützelbuch gehört seit Jahrhunderten zum Kirchspiel der evangelisch-lutherischen Pfarrei Seidmannsdorf. In der katholischen Kirche gehört der Ort seit dem 19. Jahrhundert zum Coburger Kirchensprengel St. Augustin.

### Wappen
Das ehemalige Gemeindewappen zeigt einen springenden Wolf mit einer Gans im Maul. Es geht zurück auf das Wappen der Herren von Brandenstein.